# Dichilus pilosus
Dichilus pilosus là một loài thực vật có hoa trong họ Đậu. Loài này được Schinz miêu tả khoa học đầu tiên.